# Вайсман, Ирвинг
Ирвинг Вайсман (Irving L. Weissman; род. 21 октября 1939, Грейт-Фолс, Монтана) — американский учёный, специалист по клеточной иммунологии, вирусологии и онкологии. Доктор медицины (1965).
Профессор Стэнфордского университета, с которым связана почти вся его жизнь, и директор (с 2002) его Stanford Institute for Stem Cell Biology and Regenerative Medicine, член Национальных Академии наук (1989) и Медицинской академии (2002) США, а также Американского философского общества (2008). Отмечен множеством отличий. Пионер в области исследований стволовых клеток и гемопоэза.

## Биография
Внук торговца мехами — эмигрировавшего из России с целью избежать призыва во время Первой мировой войны, Ирвинг в ранние годы попал под влияние книги Поля де Крюи «Охотники за микробами», хотя и не особо-то любил тогда читать и вообще никогда не блистал успехами в учёбе. Ученик Ernst J. Eichwald, а также James Learmonth Gowans и Henry Kaplan (doctor).
Окончил Университет штата Монтана (бакалавр Pre-med, 1961), где учился в с 1959 по 1960 год, а перед тем с 1957 по 1959 год изучал зоологию в Дартмутском колледже. В 1965 году получил степень доктора медицины в школе медицины Стэнфордского университета, занимался там для этого с 1960 года, в 1964 году более полугода провёл в лаборатории иммунолога James Learmonth Gowans в Оксфорде. С 1965 по 1967 год являлся постдоком у Henry Kaplan (doctor) в Стэнфорде, затем там же исследовательский ассоциат, а с 1969 года — в штате как ассистент-профессор, с 1974 года ассоциированный профессор, с 1981 года профессор — ныне нескольких кафедр; с 2005 по 2008 год директор Stanford Cancer Center. Являлся исследователем Медицинского института Говарда Хьюза (1990—1992). С 2010 по 2016 год входил в совет научных консультантов Национального института онкологии. Соучредитель биотехнологических компаний Systemix (в 1988) и StemCells, Inc. В области онкологии работает с 1977 года.
В 1994 году президент American Association of Immunologists, в 2010 году президент International Society for Stem Cell Research.
Член Американской академии искусств и наук (1990), California Academy of Medicine (1992), Американской академии микробиологии (1997), Академии Американской ассоциации исследований рака (2014), фелло Американской ассоциации содействия развитию науки (2009), почётный член Израильского иммунологического общества (1995) и Скандинавского общества иммунологии (2016).
Автор более 750 научных статей, имеет много патентов. У него пятеро детей.

## Награды и отличия
- NIH Outstanding Investigator Award (1986)
- Kaiser Award for Excellence in Preclinical Teaching, Стэнфорд (1987)
- Robert J. and Claire Pasarow Foundation Medical Research Award[англ.] (1988)
- Harvey Lecture[нем.] (1989)
- Montana Conservationist of the Year Awar (1994)
- Leukemia Society of America[англ.] de Villier’s International Achievement Award (1999)
- E. Donnall Thomas Prize, American Society of Hematology[англ.] (1999)
- Irvington Institute Immunologist of the Year (2001)
- Ellen Browning Scripps Society Medal (2001)
- Калифорнийский учёный года (2002)
- Distinguished Scientist Award, Association of American Cancer Institutes[англ.] (2002)
- Van Bekkum Stem Cell Award (2002)
- Basic Cell Research Award, American Society of Cytopathology[англ.] (2002)
- Elliott Proctor Joslin Medal, Американская диабетическая ассоциация (2003)
- Bass Award, Society of Neurological Surgeons[англ.] (2003)
- J. Allyn Taylor International Prize in Medicine[англ.] (2003)
- Rabbi Shai Shacknai Memorial Prize Еврейского университета в Иерусалиме (2004)
- Медаль Джесси Стивенсон-Коваленко НАН США (2004)
- Alan Cranston Awardee, Alliance for Aging Research (2004)
- New York Academy of Medicine[англ.] Medal for Distinguished Contributions to Biomedical Research (2004)
- Linus Pauling Medal for Outstanding Contributions to Science Стэнфорда (2005)
- Jeffrey Modell «Dare to Dream» Award, Jeffrey Modell Foundation (2005)
- Commonwealth Club of California[англ.] 18th Annual Distinguished Citizen Award (2006)
- American-Italian Cancer Foundation Prize for Scientific Excellence in Medicine (2006)
- Медаль Джона Скотта Филадельфии (2006)
- Ilse-und-Helmut-Wachter-Preis[нем.], I. & H. Wachter Foundation (2007)[8]
- Премия Роберта Коха одноимённого фонда (2008, совместно с Синъей Яманакой и Hans Robert Schöler[англ.])
- Премия Розенстила (2008)
- Passano Award[нем.] (2009)
- Cockrell Foundation Award (2009)
- Simon M. Shubitz Cancer Prize Чикагского университета (2010)
- Bennett J. Cohen Award (2012)
- Введен в Зал славы Montana BioScience Alliance (2012)
- Max Delbrück Medal[англ.] (2013)
- Award of Honor, Radiological Society of North America[англ.] (2013)
- Charles Rodolphe Brupbacher Preis[нем.] одноименного фонда (2015)
- McEwen Innovation Award, International Society for Stem Cell Research[англ.] (2015, совместно с Хансом Клеверсом)
- Nakahara Memorial Lecture Prize (2016)
- Pioneer Award, Personalized Medicine World Conference (2016)
- ISEH Donald Metcalf Award (2017)
- NCI Outstanding Investigator Award (2017)
- Karl Landsteiner Memorial Award[нем.] (2017)
- Helmholtz International Fellow Award (2017)
- Премия медицинского центра Олбани (2019)

Почётный доктор альма-матер Университета штата Монтана (1992), где в 1993 году был также выбран в Top 100 Alumni и в 2013 году удостоился Alumni Achievement Award, почётный доктор Колумбийского университета (2006), Icahn School of Medicine at Mount Sinai (2007), финского Университета Турку (2017).